# Les Corons (album)
Pour les articles homonymes, voir Coron.
Albums de Pierre Bachelet
Elle est d'ailleurs Découvrir l'Amérique
Singles
1. Les Corons / Nos jours heureux
Sortie : 1982
2. Écris-moi / Sans amour
Sortie : 1982
3. Souvenez-vous / Donne-moi la main
Sortie : 1982

Pierre Bachelet est le 3e album studio de Pierre Bachelet, habituellement désigné sous le titre Les Corons. L'album est sorti en 1982 chez Polydor.

## Liste des titres
| No  | Titre                    | Paroles                            | Musique         | Durée |
| --- | ------------------------ | ---------------------------------- | --------------- | ----- |
| 1.  | Écris-moi                | Jean-Pierre Lang                   | Pierre Bachelet | 3:26  |
| 2.  | Souvenez-vous            | Jean-Pierre Lang - Pierre Bachelet | Pierre Bachelet | 3:35  |
| 3.  | Sans amour               | Jean-Pierre Lang                   | Pierre Bachelet | 4:04  |
| 4.  | Donne-moi la main        | Jean-Pierre Lang                   | Pierre Bachelet | 3:05  |
| 5.  | Papillon                 | Pierre Bachelet - Pierre Grosz     | Pierre Bachelet | 2:35  |
| 6.  | Les Corons               | Jean-Pierre Lang                   | Pierre Bachelet | 4:14  |
| 7.  | Prisonnier d'un souvenir | Jean-Pierre Lang                   | Pierre Bachelet | 2:49  |
| 8.  | Escapade                 | Jean-Pierre Lang                   | Pierre Bachelet | 3:06  |
| 9.  | Typhon                   | Jean-Pierre Lang                   | Pierre Bachelet | 3:19  |
| 10. | Nos jours heureux        | Jean-Pierre Lang                   | Pierre Bachelet | 3:00  |

## Singles extraits de l'album
- Les Corons / Nos jours heureux
- Écris-moi / Sans amour
- Souvenez-vous / Donne-moi la main

## CompilationLes Corons
Le CD paru en 2006 sous le titre Les Corons est une compilation et ne comporte pas les mêmes titres que l'album original.

## Reprises
La chanson Les Corons a été reprise par plusieurs artistes.
Pierre Bachelet a repris lui-même le titre Typhon en duo avec la navigatrice Florence Arthaud sur l'album Quelque part... c'est toujours ailleurs en 1989.